# 福田三枝
福田 三枝（ふくだ みえ、1912年（明治45年）2月14日 - 2013年（平成25年）9月16日）は、日本の第67代内閣総理大臣である福田赳夫の妻。第91代内閣総理大臣である福田康夫の母。孫は衆議院議員の福田達夫。

## 経歴
群馬県吾妻郡原町（現・東吾妻町）出身。元大審院判事の新井善教の孫娘で、裁判官であった新井文雄の三女として生まれる。1933年（昭和8年）に大蔵省で勤務していた福田赳夫と結婚。ふたりの馴初めのエピソードは公にはされていないが、一説には赳夫が東京帝国大学時代に出会ったとされる。
1976年（昭和51年）12月24日から1978年（昭和53年）12月7日までのおよそ2年間、赳夫が内閣総理大臣に就任したため、ファーストレディとして活動を行った。
2013年（平成25年）9月16日、101歳で死去。